# Palpomyia linsleyi
Palpomyia linsleyi är en tvåvingeart som beskrevs av Wirth 1952. Palpomyia linsleyi ingår i släktet Palpomyia och familjen svidknott. Inga underarter finns listade i Catalogue of Life.